# Safari

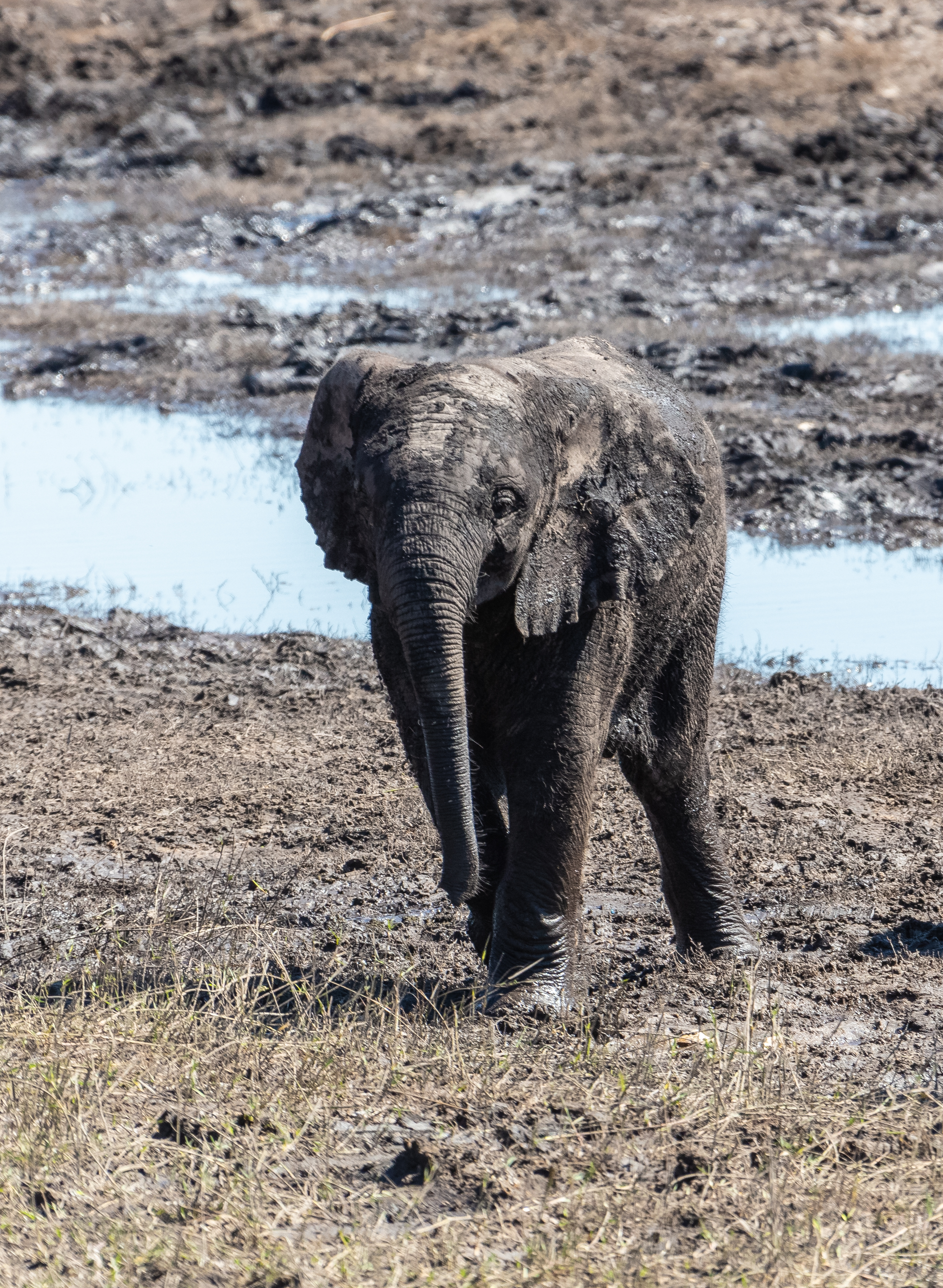
Elefante avistado en un Safari en el parque nacional de Chobe, Botsuana.

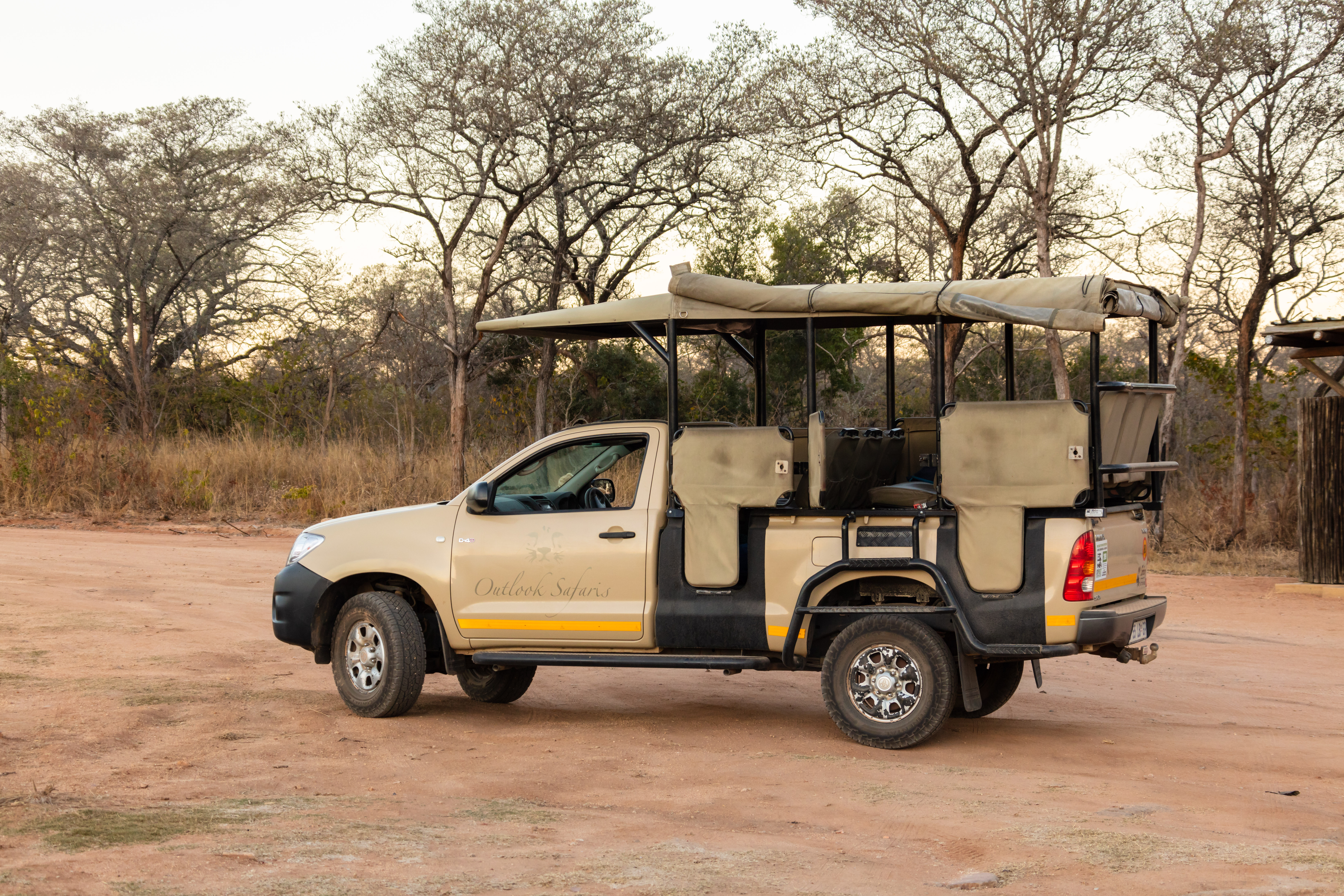
Modelo Toyota Hilux D4-D utilizado en Safaris en el parque nacional Kruger, Sudáfrica.

El Safari es un viaje que se lleva a cabo en algunas regiones de África. Según la RAE, el Safari se realiza para caza mayor o como excursión fotográfica en «algunas regiones de África» o «en otros territorios».

## Etimología
La palabra Safari significa viaje en suajili, la lingua franca de África centro-oriental. Su raíz es la voz árabe safar (سفر) de significado equivalente, que en suajili queda sustantivada con la terminación en i como es característico de aquella lengua (ej. the bank = banki). Ha sido asimilada por todas las lenguas adyacentes y comúnmente extendido su significado en gran parte del mundo.

## Turismo
Países como Kenia, Tanzania, Sudáfrica, Namibia, Botsuana,  Zambia,    Zimbabue  o Mozambique son preferidos por los turistas para ver en vivo grandes animales. Gracias a su privilegiada situación, constan de un gran número de reservas naturales y parques que permiten al visitante ver elefantes, leones, jirafas, búfalos, leopardos, guepardos, rinocerontes, cebras, gacelas, antílopes, flamencos y un increíble número de animales que viven en libertad, que mucha gente solo logra conocer en los zoológicos de las grandes ciudades.
Los Safaris en Kenia suelen hacerse en dos modalidades: Una muy económica, en tiendas de campaña y con vehículos de ocho personas y otras más costosas: en lodges, que son alojamientos en medio de los parques con comodidades comparables a hoteles de 5 estrellas, y con grandes vehículos todo terreno. Los precios fluctúan entre los 60 dólares el día y los otros unas diez veces más.